# Edward James Gay (1816–1889)
Edward James Gay, född 3 februari 1816 i Bedford County, Virginia, död 30 maj 1889 i Iberville Parish, Louisiana, var en amerikansk demokratisk politiker. Han representerade Louisianas tredje distrikt i USA:s representanthus från 1885 fram till sin död.
Gay var verksam inom affärslivet i Saint Louis 1838-1860. Han flyttade sedan till Louisiana och ägde där en plantage, St. Louis Plantation i Iberville Parish.
Gay efterträdde 1885 William Pitt Kellogg som kongressledamot. Han avled fyra år senare i ämbetet.
Gays grav finns på Bellefontaine Cemetery i Saint Louis.
1. 1 2  SNAC, SNAC Ark-ID: w6jt01ss, läs online, läst: 9 oktober 2017.[källa från Wikidata]
2. 1 2  Find a Grave, Find A Grave-ID: 21231, läs online, läst: 9 oktober 2017.[källa från Wikidata]
3. 1 2 3 4  läs online, books.google.com .[källa från Wikidata]